# Filipe dos Santos
Filipe dos Santos Freire (Portugal, c. 1678 - Vila Rica, 1720) foi um português residente de Vila Rica executado sumariamente por Pedro Miguel de Almeida Portugal e Vasconcelos, então governador da Capitania de São Paulo e Minas de Ouro, pela sua participação na revolta de Vila Rica, em 1720. Após ser enforcado, segundo algumas fontes, teve o seu cadáver atado por meio dos braços e pernas à quatro cavalos, que o esquartejaram.
Antes da sua execução, consta que foi batizado em Cascais, em Portugal, no ano de 1678 e que casou-se no ano de 1701, em Lisboa antes de se transferir para o Novo Mundo, onde passou a residir - pelo menos a partir de 1714 -, em Vila Rica. Era conhecido de Pascoal da Silva, um dos principais líderes da Revolta de 1720, e a defendeu em praça pública diversas vezes. É antepassado, pela família materna, do inventor brasileiro Santos Dumont.

## Primeiros anos
Muito pouco é conhecido sobre a vida de Filipe dos Santos antes da sua participação na Revolta de Vila Rica. Segundo consta no Arquivo Nacional da Torre do Tombo, em Portugal, o primeiro registro da sua existência é a sua certidão de batismo lavrada na Paróquia de Alcabideche, em Cascais, onde consta que era filho de João Vicente e Maria Ferreira. Após isso, se casou com com cerca de 23 anos com uma mulher chamada Teresa Maria Caetana antes de se mudar para a América portuguesa em data indeterminada, onde passaria a residir no bairro de Antônio Dias, em Vila Rica. Após a sua execução, teve os bens arrematados e, segundo consta, era proprietário de pelo menos 1 501 oitavas de ouro e quatro escravizados, uma fortuna razoável para a época.